# Kihalt növényfajok listája
Az alábbi a lista azokat az növényfajokat, alfajokat, változatokat, illetve alakokat tartalmazza, amelyek a Természetvédelmi Világszövetség Vörös Listáján a Kihalt (Extinct, EX) besorolást kapták.
A lista a Vörös Lista 2014-es változatán alapszik. Eszerint 99 növényfaj, alfaj, változat, illetve alak tartozik a „Kihalt” kategóriába.

## Plantae

### Bryophyta

#### Bryopsida

##### Hypnales

###### Brachytheciaceae
- Flabellidium spinosum

###### Neckeraceae
- Neomacounia nitida

### Marchantiophyta

#### Jungermanniopsida

##### Porellales

###### Radulaceae
- Radula visiniaca

### Rhodophyta

#### Florideophyceae

##### Ceramiales

###### Delesseriaceae
- Vanvoorstia bennettiana

### Tracheophyta

#### Liliopsida

##### Cyperales

###### Gramineae
- Sporobolus durus

##### Liliales

###### Dracaenaceae
- Dracaena umbraculifera

##### Orchidales

###### Orchidaceae
- Oeceoclades seychellarum

#### Magnoliopsida

##### Asterales

###### Compositae
- Argyroxiphium virescens
- Centaurea pseudoleucolepis
- Delilia inelegans
- Fitchia mangarevensis
- Pluchea glutinosa
- Psiadia schweinfurthii
- Vernonia sechellensis

##### Campanulales

###### Campanulaceae
- Clermontia multiflora
- Cyanea arborea
- Cyanea comata
- Cyanea cylindrocalyx
- Cyanea dolichopoda
- Cyanea giffardii
- Cyanea marksii
- Cyanea pohaku
- Cyanea pycnocarpa
- Cyanea quercifolia

##### Capparales

###### Cruciferae
- Lepidium amissum
- Lepidium obtusatum

##### Caryophyllales

###### Amaranthaceae
- Achyranthes atollensis
- Blutaparon rigidum

###### Caryophyllaceae
- Stellaria elatinoides

##### Celastrales

###### Aquifoliaceae
- Ilex gardneriana
- Ilex ternatiflora

##### Cucurbitales

###### Begoniaceae
- Begonia eiromischa

###### Cucurbitaceae
- Sicyos villosus

##### Dipsacales

###### Valerianaceae
- Valerianella affinis

##### Ebenales

###### Sapotaceae
- Chrysophyllum januariense
- Madhuca insignis
- Pouteria stenophylla
- Pradosia argentea
- Pradosia glaziovii
- Pradosia mutisii

##### Euphorbiales

###### Euphorbiaceae
- Acalypha dikuluwensis
- Acalypha rubrinervis
- Acalypha wilderi
- Cnidoscolus fragrans

##### Fabales

###### Leguminosae
- Astragalus nitidiflorus
- Crudia zeylanica
- Cynometra beddomei
- Ormosia howii
- Streblorrhiza speciosa

##### Gentianales

###### Apocynaceae
- Ochrosia brownii
- Ochrosia fatuhivensis
- Ochrosia tahitensis
- Rauvolfia nukuhivensis

###### Loganiaceae
- Logania depressa

##### Lamiales

###### Boraginaceae
- Myosotis laingii

##### Laurales

###### Hernandiaceae
- Hernandia drakeana

##### Malvales

###### Malvaceae
- Hibiscadelphus bombycinus
- Hibiscadelphus crucibracteatus
- Hibiscadelphus wilderianus
- Kokia lanceolata

###### Sterculiaceae
- Byttneria ivorensis
- Sterculia khasiana
- Trochetiopsis melanoxylon

##### Myrtales

###### Myrtaceae
- Campomanesia lundiana
- Gomidesia cambessedeana
- Myrcia skeldingii
- Psidium dumetorum
- Xanthostemon sebertii

###### Thymelaeaceae
- Wikstroemia skottsbergiana
- Wikstroemia villosa

##### Proteales

###### Proteaceae
- Stenocarpus dumbeensis

##### Rhamnales

###### Rhamnaceae
- Nesiota elliptica

##### Rosales

###### Chrysobalanaceae
- Licania caldasiana

###### Cunoniaceae
- Weinmannia spiraeoides

##### Rubiales

###### Rubiaceae
- Argocoffeopsis lemblinii
- Guettarda retusa
- Oldenlandia adscensionis
- Pausinystalia brachythyrsum
- Wendlandia angustifolia

##### Santalales

###### Loranthaceae
- Trilepidea adamsii

###### Santalaceae
- Santalum fernandezianum

##### Sapindales

###### Rutaceae
- Galipea ossana
- Melicope cruciata
- Melicope haleakalae
- Melicope obovata
- Melicope paniculata
- Pelea obovata

###### Sapindaceae
- Cupaniopsis crassivalvis
- Otophora unilocularis

##### Scrophulariales

###### Scrophulariaceae
- Euphrasia mendoncae

##### Theales

###### Dipterocarpaceae
- Dipterocarpus cinereus
- Hopea shingkeng
- Shorea cuspidata

##### Violales

###### Flacourtiaceae
- Casearia quinduensis
- Casearia tinifolia

###### Passifloraceae
- Basananthe cupricola

###### Violaceae
- Viola cryana

#### Polypodiopsida

##### Polypodiales

###### Athyriaceae
- Adiantum lianxianense

###### Dryopteridaceae
- Dryopteris ascensionis